# ルドルフ・ビーブル
ルドルフ・ビーブル（Rudolf Bibl, 1929年5月4日 - 2017年1月27日）は、オーストリアの指揮者。
ウィーンの出身。ウィーン音楽アカデミーでピアノ、クラリネットと作曲を学び、ハンス・スワロフスキーの下で指揮法を修めた。1948年からグラーツ歌劇場のコレペティートルとなり、1952年からインスブルック歌劇場のカペルマイスターになった。1960年からアン・デア・ウィーン劇場やライムント劇場（独語版）などで指揮を執り、1969年から1973年までトリーアを本拠に活動した。1973年からウィーン・フォルクスオーパーの指揮者となり、1995年からメルビッシュ湖上音楽祭を開いて、その音楽祭の音楽監督を務めた。
フロンティニャンにて死去。

## 註
1. ↑  “ルドルフ・ビーブルさん死去”. 2017年4月30日時点のオリジナルよりアーカイブ。2017年4月30日閲覧。
2. ↑  “Dirigent Rudolf Bibl 87-jährig gestorben”. 2017年4月30日時点のオリジナルよりアーカイブ。2017年4月30日閲覧。